# ロビン・クアイソン
ロビン・クアイソン（Robin Quaison、1993年10月9日 - ）は、スウェーデン・ストックホルム出身のサッカー選手。アル・イテファク所属。ポジションはミッドフィールダー。

## クラブ経歴
2011年はAIKユースの主将を務め、同年夏にAIKの提携クラブであるヴェスビー・ユナイテッドに期限付き移籍した。
2012年4月1日に開催された2012シーズンの第1節ミャルビー戦でAIKのシニアチームおよびアルスヴェンスカンデビューを飾り、同年5月20日に開催された第11節IFKノルシェーピン戦で初得点を記録した。
2014年7月18日、AIKからパレルモに移籍した。
2017年1月31日、1.FSVマインツ05に移籍した。移籍金は250万ユーロ。
2021年7月8日、アル・イテファクと3年契約を締結した。

## 代表歴
2013年1月23日、キングスカップの北朝鮮代表戦でスウェーデン代表デビュー。
2016年8月、リオデジャネイロオリンピックのスウェーデン代表メンバーに選出された。

### 代表戦での得点
| No. | 開催日         | 会場                                   | 対戦国       | 得点 | 結果 | 大会                          |
| --- | -------------- | -------------------------------------- | ------------ | ---- | ---- | ----------------------------- |
| 1.  | 2013年1月26日  | 700周年記念スタジアム                  | フィンランド | 2–0  | 3–0  | キングスカップ2013            |
| 2.  | 2014年1月21日  | ムハンマド・ビン・ザーイド・スタジアム | アイスランド | 1–0  | 2–0  | 親善試合                      |
| 3.  | 2019年3月23日  | フレンズ・アレーナ                     | ルーマニア   | 1–0  | 2–1  | UEFA EURO 2020予選            |
| 4.  | 2019年3月26日  | ウレヴォール・スタディオン             | ノルウェー   | 3–2  | 3–3  | UEFA EURO 2020予選            |
| 5.  | 2019年6月7日   | フレンズ・アレーナ                     | マルタ       | 1–0  | 3–0  | UEFA EURO 2020予選            |
| 6.  | 2019年9月5日   | トースヴェリュール                     | フェロー諸島 | 4–0  | 4–0  | UEFA EURO 2020予選            |
| 7.  | 2019年11月15日 | スタディオヌル・ナツィオナル           | ルーマニア   | 2–0  | 2–0  | UEFA EURO 2020予選            |
| 8.  | 2020年11月17日 | スタッド・ド・フランス                 | フランス     | 2–3  | 2–4  | UEFAネーションズリーグ2020-21 |
| 9.  | 2021年5月29日  | フレンズ・アレーナ                     | フィンランド | 1–0  | 2–0  | 親善試合                      |

## タイトル

### 代表
U-21スウェーデン代表
- UEFA U-21欧州選手権：1回
  - 2015